# Pseudosuberites hyalinus
Pseudosuberites hyalinus är en svampdjursart som först beskrevs av Ridley och Arthur Dendy 1886.  Pseudosuberites hyalinus ingår i släktet Pseudosuberites och familjen Suberitidae. Arten är reproducerande i Sverige. Utöver nominatformen finns också underarten P. h. compacta.